# 安達盧西亞 (考卡河谷省)
安達盧西亞（西班牙語：Andalucía）是哥倫比亞考卡河谷省的城鎮，位於該國西部，距離首府卡利110公里，始建於1836年，面積168平方公里，海拔高度995米，2005年人口17,518。

## 外部連結
- （西班牙文） Andalucia official website （页面存档备份，存于）

4°10′N 76°10′W / 4.167°N 76.167°W